# Philomena Lynott
Philomena «Phyllis» Lynott (Dublín, 22 de octubre de 1930-12 de junio de 2019) fue una escritora y empresaria irlandesa. Fue la madre del fallecido músico Phil Lynott, reconocido por haber sido el líder de la banda de rock Thin Lizzy. Philomena se encargó de escribir su biografía, My Boy, la cual documenta la relación entre ella y su hijo. Fue propietaria del Hotel Clifton Grange de Mánchester, que proporcionó alojamiento a varias bandas en la década de 1970, entre ellas Thin Lizzy.

## Biografía

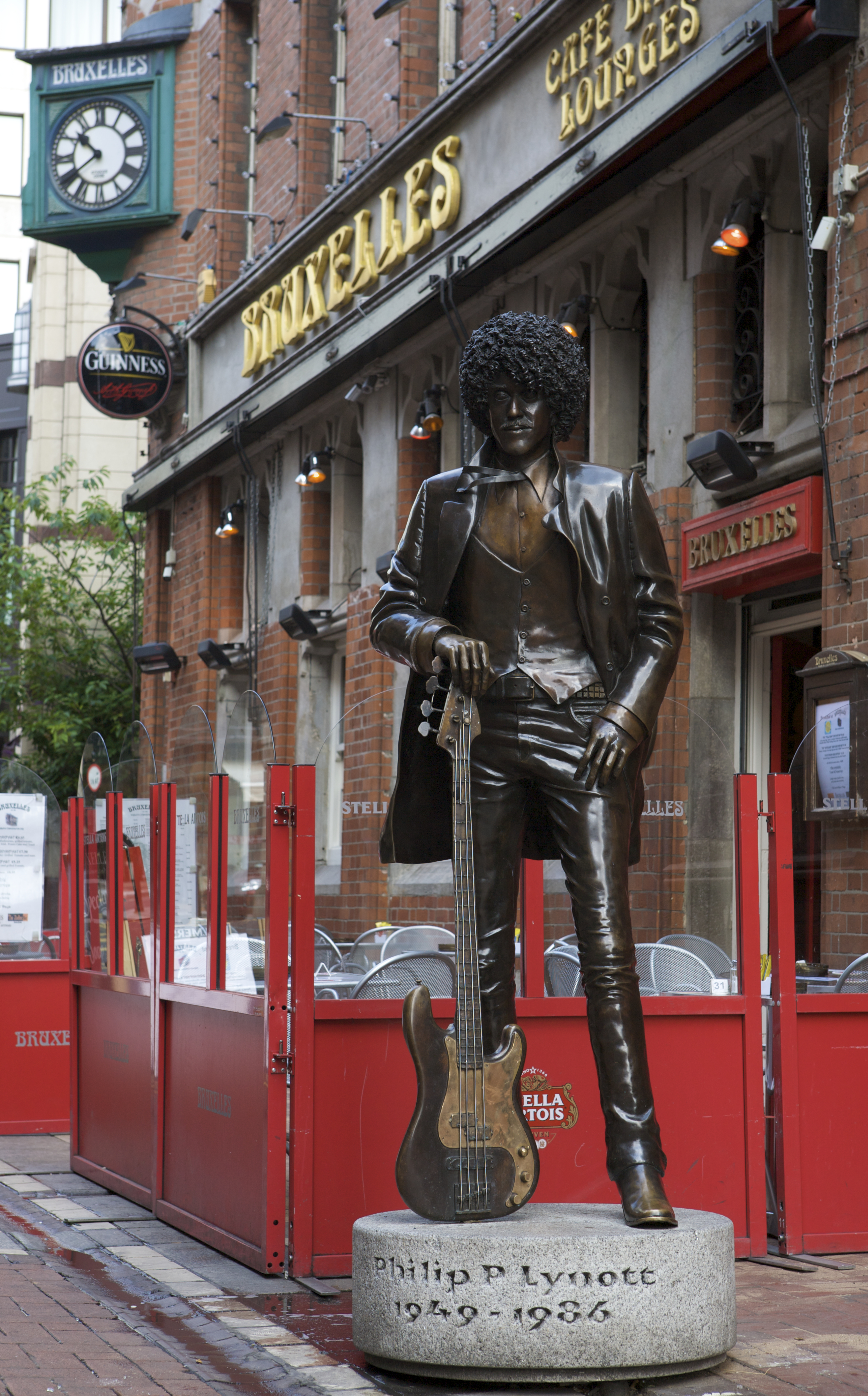
Estatua de Phil Lynott, hijo de Philomena, en Dublín.

Fue hija de Frank y Sarah Lynott. Creció en el distrito de Crumlin y dejó la escuela a los 13 años para trabajar en una residencia de ancianos.
En 1947 aprovechó un mercado laboral viable en Inglaterra, que necesitaba mano de obra para reconstruir los daños causados por la Segunda Guerra Mundial, encontrando trabajo como enfermera en Mánchester. Inició una relación con el guyanés Cecil Parris, con quien tuvo un hijo al que llamó Philip el 20 de agosto de 1949. Sufrió prejuicios raciales porque Philip era mestizo y decidió que lo mejor para él era que fuera criado por sus padres en Dublín. Tuvo otros dos hijos, los cuales dio en adopción.
En 1964 comenzó una relación con Dennis Keeley y la pareja se hizo cargo de la dirección del Hotel Clifton Grange en Whalley Range, Mánchester. Aunque no tenían experiencia en el manejo de un hotel, compraron la propiedad después de seis meses y permanecieron allí durante los siguientes 14 años. El hotel se hizo muy conocido en el noroeste de Inglaterra por ser frecuentado por el mundo del espectáculo. Cuando los Sex Pistols tocaron en Mánchester en la gira Anarchy Tour en diciembre de 1976, ella era la única hotelera dispuesta a acomodarlos.
En 1980, Lynott y Keeley se mudaron a Howth, condado de Dublín, a una casa que Philip les compró. Más tarde se mudaron a Glen Corr. Ella ignoraba la historia de abuso de drogas de su hijo hasta finales de 1985, y estaba presente en la cama de Philip cuando murió el 4 de enero de 1986 en la enfermería general de Salisbury. Sufrió depresión después de la muerte de su hijo y le costó aceptar la situación. Tuvo una relación difícil con su nuera, Caroline Crowther, después de la muerte de Phil y se vio obligada a solicitar una orden judicial para poder ver a sus nietas.

### Carrera como escritora
A principios de la década de 1990 algunos editores se pusieron en contacto con Lynott para preguntarle si quería escribir sus memorias. La experiencia de reexaminar la relación con su hijo le pareció difícil, pero gratificante, por lo que decidió escribir la biografía. Philomena fue una figura clave en la construcción de una estatua de bronce de su hijo en Dublín en 2005 y ha sido invitada a varios eventos organizados por los fanáticos de Thin Lizzy.
Criticó al Partido Republicano de Estados Unidos por utilizar la canción «The Boys Are Back in Town» de Thin Lizzy como canción promocional. Ella cree que las políticas republicanas están en desacuerdo con las dificultades y la pobreza que tuvo que soportar en la década de 1950 cuando Philip era apenas un niño.

## Fallecimiento
Falleció el 12 de junio de 2019 a raíz de un cáncer que venía padeciendo desde varios años atrás.

## Obras publicadas
- Lynott, Philomena; Hayden, Jacqueline (1995). My Boy: The Philip Lynott Story. Virgin Books. ISBN 978-0-753-50048-4.